# Piotr Blajer
Piotr Blajer (ur. 28 czerwca 1976 w Pruchniku) – pszczelarz, leśnik, edukator i innowator biznesowy w zakresie technik hodowli pszczół.

## Życiorys
Swoją przygodę z prowadzeniem pasieki Piotr Blajer rozpoczął wraz ze swoim ojcem od 3 uli w 1986. W latach 1991-1996 ukończył Technikum Leśne w Lesku. Następnie studiował na Akademii Rolniczej im. Hugona Kołłątaja w Krakowie, na Wydziale Leśnym (kierunek: gospodarka leśna). Uzyskał tam tytuł magistra inżyniera leśnictwa. Po odbyciu stażu w latach 2001-2002 w Nadleśnictwie Lubaczów rozpoczął w 2003 prowadzenie pasieki towarowej pod nazwą „Królewskie Miody”. Tytuł wykwalifikowanego pszczelarza otrzymał 6 listopada 2004. 

### Osiągnięcia
Od 2004 jest współtwórcą i członkiem Stowarzyszenia Pszczelarzy Zawodowych w obszarze edukacji, a od 2005 współtwórcą Stowarzyszenia Pszczelarzy Polskich „Polanka”, wspierającego działania edukacyjne na rynku pszczelarskim.
W 2007 wygrał wraz z żoną, Martą Blajer, konkurs, organizowany przez Urząd Marszałkowski Województwa Podkarpackiego, na najlepsze gospodarstwo pasieczne na Podkarpaciu. W 2010 zajął I miejsce w konkursie Związku Pszczelarzy Ziemi Przemyskiej na „Najlepszą pasiekę ziemi przemyskiej”. W 2021 zdobył nagrody Grand Prix i tytuł Pszczelarza Roku w konkursie zorganizowanym przez Fundację Akademia Pszczelarstwa i Zrównoważonego Rozwoju, którego współorganizatorami była Szkoła Główna Gospodarstwa Wiejskiego w Warszawie, Instytut Ekonomiki Rolnictwa i Gospodarki Żywnościowej oraz Państwowy Instytut Badawczy.
W latach 1986-2001 jego gospodarstwo pasieczne osiągnęło wielkość 80 rodzin pszczelich. Po 2001 nastąpił bardzo dynamiczny rozwój pasieki, która w 2005 liczyła 250 uli, a później 500. W 2008 Piotr Blajer założył działalność gospodarczą pod nazwą Gospodarstwo Pasieczne „Królewskie Miody” Piotr Blajer. Do 2023 osiągnął 1100 uli, co czyni jego gospodarstwo pasieczne jednym z największych w Polsce i największym na Podkarpaciu.

### Innowacje i badania
Piotr Blajer jest pomysłodawcą i twórcą polimerowych węz (wypraski z polimeru, wykonane z polipropylenu spożywczego) pokrywanych woskiem do zastosowania w ramkach. Efektem zastosowania tej opatentowanej innowacji, badanej w ramach projektu „Zastosowanie innowacyjnej technologii w hodowli i utrzymaniu dobrostanu pszczół w celu pozyskania produktów doskonałej jakości” przez Szkołę Główną Gospodarstwa Wiejskiego w Warszawie, jest obniżenie kosztów obsługi pasieki, zmniejszenie nakładu pracy oraz zabezpieczenie przed dostaniem się do obiegu na rynku pszczelarskim fałszywej i szkodliwej dla pszczół węzy z dodatkiem parafiny i stearyny. Najważniejsze cechy nowego rozwiązania to m.in. wyeliminowanie wnoszonych do rodzin pszczelich wraz z węzą pozostałości akarycydów, stosowanych do walki z warrozą, oraz poprawa dobrostanu pszczół przez unikanie szkodliwego wpływu ww. zafałszowań wosku. Zastosowanie tej technologii przyczynia się m.in. do zwiększenia trwałości plastrów, poprawy higieny w ulu, zwiększenia wydajności pasieki, optymalizacji pod kątem efektywności pracy pszczelarzy (w tym redukcji kosztów), poprawy organizacji produkcji oraz poprawy jakości miodu i pszczół.
Obecnie Blajerowie pracują we współpracy z Uniwersytetem Rzeszowskim nad innowacyjną metodą pozyskiwania i produkcji mleczka pszczelego trutowego (badanie w toku).

### Życie prywatne
W 2000 ożenił się z Martą Blajer. Mają trójkę dzieci: Karola (ur. 2003), Oliwię (ur. 2008) i Michała.